# Debbie Rowe
Deborah Jeanne "Debbie" Rowe (født 6. december 1958 i Palmdale, Californien) er kendt for sit tidligere ægteskab med Michael Jackson, som hun fik to børn med.

## Forholdet med Michael Jackson
I 1996 blev det offentliggjort, at hun var gravid og 14. november samme år, giftede hun sig med Jackson.
De fik to børn sammen, sønnen Michael Joseph Jackson, Jr., hvis navn blev ændret til Prince Michael Jackson efter Rowes og Jacksons skilsmisse, samt datteren Paris Michael Katherin Patricia Jackson.
Parret blev skilt d. 8. oktober 1999, hvor Rowe gav forældremyndigheden til Jackson. Ved skilsmissen blev hun tilkendt en formue på $ 8 mio., samt et hus i Beverly Hills,. Californien, som hun solgte i 2005 for $ 1,3 mio.
Hun forklarede i 2005, at hun havde fået lov til at besøge sine børn i 8 timer hver 45. dag.

## Efter ægteskabet med Jackson
Hun har bl.a. været med i Entertainment Tonight, "Richard & Judy" og "48 Hours".